# Norbert Kilian
Norbert Kilian ( 1957 ) es un botánico alemán.

## Biografía
En 1988, se graduó en biología en la Universidad Libre de Berlín. En 1996 obtuvo su doctorado de esa misma Universidad.
Desde 1993, Kilian fue asistente de investigación en el Jardín botánico y Museo Berlin-Dahlem (BGBM). Allí también es jefe de Departamento de la Biblioteca y publicaciones científicas. Es editor de la revista Willdenowia ; y coordinador de la revista Engelera. También es activo como curador de los archivos y colecciones especiales. También está involucrado con las fanerógamas del Jardín botánico.
Kilian se dedica a la investigación científica en taxonomía, sistemática, y biogeografía de las compuestas (Compositae); centrándose principalmente en Compositae de Arabia en archipiélago de Socotra, de sistemática molecular del género Launaea, sistemática morfológica y molecular de Cichorieae subtribus Lactucinae, de la filogenia de Cichorieae. Escribió el tomo de Cichorieae en Flora de China y en Flora de istria. También realiza investigaciones sobre diversidad vegetal y fitogeografía del sur de la Península arábiga y de Socotra.

## Algunas publicaciones

### Libros
- 2006. Biodiversity of Socotra: forests, woodlands and bryophytes. Botanical Garden and Botanical Museum. 175 pp. ISBN	3921800617

- 1997. Revision of Launaea Cass. (Compositae, Lactuceae, Sonchinae). Botanischen Garten und Botanischen Museum Berlin-Dahlem. 478 pp. ISBN 3921800412

- 1983. Vergleichende Untersuchungen mehrerer Perfusionslösungen (estudios comparativos de perfusión). München. 67 pp.

## Honores
Kilian es miembro de varias organizaciones de científicos, incluidos los International Association for Plant Taxonomy (IAPT) y de la "Sociedad de Sistemática Biológica" (GFBs). Es coautor de más de cincuenta nombres botánicos.
- La abreviatura «N.Kilian» se emplea para indicar a Norbert Kilian como autoridad en la descripción y clasificación científica de los vegetales.[1]